# Cyclocephala ohausiana
Cyclocephala ohausiana är en skalbaggsart som beskrevs av Höhne 1923. Cyclocephala ohausiana ingår i släktet Cyclocephala och familjen Dynastidae. Inga underarter finns listade i Catalogue of Life.